# Arrigo Lucchini
Arrigo Lucchini (Bologna, 20 gennaio 1916 – Bologna, 30 settembre 1984) è stato un attore italiano.

## Biografia
Viene introdotto dal padre poeta e attore nel mondo della recitazione.
Nel 1945 crea la sua filodrammatica assieme al parroco Alfonso Bonetti nella quale appariranno alcuni dei volti che lo accompagneranno per tutta la vita, basti citare il suo scenografo Carlo Colombini.
Caratterista e attore teatrale dialettale bolognese, nonché autore di numerose commedie in dialetto, fu spesso utilizzato da Pupi Avati nei suoi primi film. È stato anche un prolifico autore di libri tra i quali Cara Bologna e Cronache del teatro dialettale bolognese.

## Filmografia

### Cinema
- La mazurka del barone, della santa e del fico fiorone, regia di Pupi Avati (1975)
- Passi furtivi in una notte boia, regia di Vincenzo Rigo (1976)
- La casa dalle finestre che ridono, regia di Pupi Avati (1976)

### Televisione
- Cinema!!!, regia di Pupi Avati – miniserie TV (1979)

## Opere
- Arrigo Lucchini, Cronache del teatro dialettale bolognese dalle origini ai nostri giorni, a cura di Davide Amadei, Bologna, Pendragon, 2006, ISBN 88-8342-470-0, SBN UBO2989675.
- Arrigo Lucchini, Innamorato di Bologna: racconti e poesie, a cura di Davide Amadei e Annamaria Lucchini, Bologna, Pendragon, 2016, SBN UBO4175641.